# Guvern mondial
Guvernul mondial este noțiunea de autoritate politică comună unică pentru toată umanitatea. Concepția modernă își are rădăcinile în istoria europeană, în special în filozofia Greciei antice, în formarea politică a Imperiul Roman și în lupta ulterioară dintre autoritățile seculare, reprezentate de Sfântul Imperiu Roman și autoritatea ecleziastică, reprezentată de Papă. O lucrare seminală pe această temă a fost scrisă de Dante Alighieri, intitulată (în limba latină) De Monarchia, care în limba română se traduce literal ca Monarhiei. Opera lui Dante a fost publicată în 1329, dar data când autorul a terminat lucrarea este contestată.

## Istorie

### Originea ideii

O hartă cu uniuni suprastatale

Ideea și aspirația guvernului mondial au fost cunoscute încă de la începutul istoriei. În epoca bronzului, regii egipteni urmăreau să guverneze "Tot ceea ce înconjoară soarele", regii mesopotamieni "Tot de la răsărit până la apus" și împărații antici chinezi și japonezi "Totul sub cer". Aceste patru civilizații au dezvoltat culturi impresionante de Unitate Mare, sau Da Yitong așa cum au spus-o chinezii. În 113 î.Hr., dinastia Han din China a ridicat un Altar al Marii Unități.
Polybius a spus că realizarea romană a impunerii unui guvern asupra lumii mediteraneene a fost o realizare "minunată" și că sarcina principală a viitorilor istorici va fi să explice cum a fost făcut acest lucru.

### Francisco de Vitoria
Părintele dreptului internațional, filozoful spaniol Francisco de Vitoria (1483-1546) este considerat „fondatorul filozofiei politice globale”. De Vitoria a conceput orbisul res publica totius sau republica din întreaga lume. Acest lucru a venit într-un moment în care Universitatea din Salamanca a fost angajată într-o gândire fără precedent privind drepturile omului, dreptul internațional și economia timpurie pe baza experiențelor Imperiului Spaniol.

### Hugo Grotius

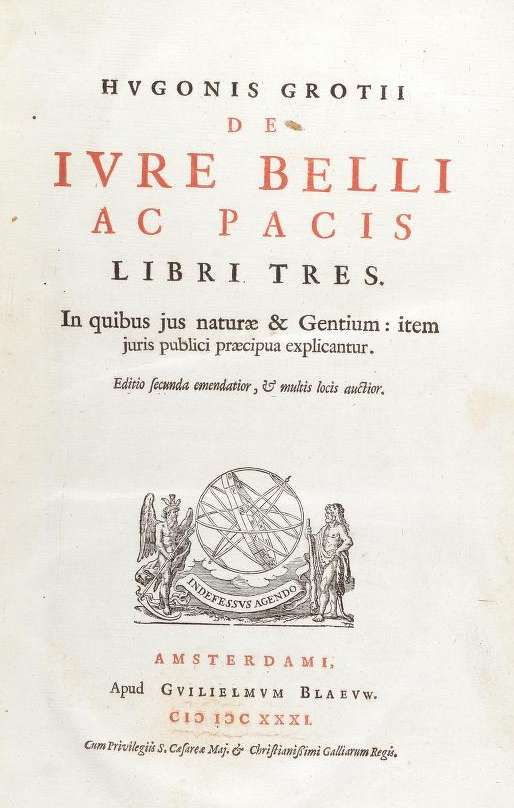
Pagina de titlu a ediției din 1631 a De jure belli ac pacis

De jure belli ac pacis (Despre Legea războiului și a păcii) este o carte în limba latină despre statutul juridic al războiului.,  din 1625, scrisă de Hugo Grotius (1583-1645) și publicată la Paris. Este considerată a fi o lucrare fundamentală în dreptul internațional.

## Sistemul actual de guvernare globală
Începând cu anul 2019, nu există o organizație internațională militară, executivă, legislativă, judiciară sau constituțională aflată pe plan internațional. 
Lumea este împărțită geografic și demografic în teritorii și structuri politice care se exclud reciproc, numite state care sunt în cele mai multe cazuri independente și suverane. Există numeroase organe, instituții, uniuni, coaliții, acorduri și contracte între aceste unități de autoritate, dar, cu excepția cazurilor în care o națiune se află sub ocupație militară de către o altă națiune, toate aceste aranjamente depind de acordul continuu al națiunilor participante. Țările care încalcă sau nu aplică legile internaționale pot fi supuse unor sancțiuni sau coerciții, adesea sub forma unor limitări economice, cum ar fi embargoul, de către țările cooperante, chiar dacă țara care încalcă prevederile nu este parte a Națiunilor Unite. În acest fel, o cooperare a țărilor în afacerile internaționale este voluntară, însă necooperarea are totuși consecințe diplomatice.

## Avantaje și importanță
Conform unilor analiști, o guvernare globală este necesară. Aceasta se diferențiază de alte arhitecturi conceptuale folosite anterior în ceea ce privește viziunea asupra lumii, mai ales de cea a relațiilor internaționale. Unul dintre argumentele folosite de aceștia este capacitatea mai mare din punct de vedere holistic de tratare a fenomenului politicii internaționale.